# Tulio Mora Alarcón
Tulio Mora Alarcón (Purén, 30 de junio de 1929 - La Serena, 12 de febrero de 1989) fue un profesor universitario, poeta, dramaturgo, cuentista, músico y ensayista chileno.
Fue autor de innumerables obras literarias, entre ellas: Mapuche, Nahuelbuta, El libro de paloma, Canción del roble joven, Joropo universal de Simón Bolívar y Purén en mi corazón. Además, fue autor de la letra y música del Himno de Purén, así como de la canción del Carnaval purenino, y el principal gestor para conseguir un liceo anexo para su pueblo natal.
Siempre tuvo presente en su obra la causa americana y la defensa de los valores de la raza. Realizó una serie de giras a Argentina, Uruguay y Brasil, mostrando su poesía y recibiendo elogiosas críticas. Recibió el premio Latinoamericano de Poesía en Buenos Aires (Argentina) en 1961.